# IC 396
IC 396 ist eine Spiralgalaxie vom Hubble-Typ Sab im Sternbild Giraffe am Nordsternhimmel. Sie ist schätzungsweise 46 Millionen Lichtjahre von der Milchstraße entfernt und hat einen Durchmesser von etwa 30.000 Lj. 
Das Objekt wurde am 19. Oktober 1890 von dem britischen Astronomen William Frederick Denning entdeckt.